# Десмонд (Кинсейл)
Замок Десмонд (ирл. Caisleán Deasmhumhan) — замок в городе Кинсейл, Ирландия.
Замок построен около 1500 года и первоначально являлся местом размещения таможни. После 1641 года в здании находилась военно-морская тюрьма для содержания плененных французов и итальянцев. В январе 1747 года в замке вспыхнул пожар, в результате которого погибло 54 узника.
В 1791 году замок передан во владения городским властям и использовался уже в качестве городской тюрьмы вплоть до 1846 года, пока не разразился «Великий голод». Во время этой трагедии здание отдается для нужд рабочих.
В 1938 году замок передан под патронаж правительства. А в 1990-х годах, после капитальной реконструкции, в нём разместился Международный музей виноделия.